# (20135) Juels
(20135) Juels (1996 JC) – planetoida z pasa głównego asteroid okrążająca Słońce w ciągu 5,43 lat w średniej odległości 3,09 j.a. Odkryta 7 maja 1996 roku.